# Эрдем, Алпарслан
Алпарслан Эрдем (нем. и тур. Alparslan Erdem; род. 11 декабря 1988, Фехта, Нижняя Саксония) — турецкий и немецкий футболист, игравший на позиции защитника; тренер.

## Клубная карьера
Родившийся в Германии Алпарслан Эрдем начинал свою карьеру футболиста в немецком «Вердере», выступая за юношескую и резервную команды. В начале августа 2008 года он перешёл в турецкий «Галатасарай». 17 августа того же года дебютировал за стамбульскую команду, выйдя на замену в концовке матча Суперкубка Турции против «Кайсериспора». В «Галатасарае» Алпарслан всего несколько раз появлялся на поле в официальных матчах. В начале 2010 года он перешёл в другой клуб турецкой Суперлиги «Генчлербирлиги», но и там он играл роль запасного игрока, изредка выходя на замену. Летом 2011 года Алпарслан Эрдем подписал контракт с клубом турецкой Первой лиги «Буджаспор», где стал игроком основного состава. В начале августа 2013 года он перешёл в другую команду Первой лиги, «Истанбул Башакшехир», который по итогам сезона 2013/14 вернулся в Суперлигу.
Летом 2019 года после шести лет пребывания в клубе Эрдем покинул «Истанбул Башакшехир» и перешёл в клуб второго дивизиона «Фатих Карагюмрюк».

## Достижения
«Галатасарай»
- Обладатель Суперкубка Турции (1): 2008

«Истанбул Башакшехир»
- Победитель Первой лиги Турции (1): 2013/14